# دوغ غيلبرت
دوغ غيلبرت (بالإنجليزية: Doug Gilbert)‏ هو مصارع هاوي أمريكي، ولد في 5 يناير 1969 في لكسينغتون في الولايات المتحدة.

## وصلات خارجية
- دوغ غيلبرت على موقع CageMatch worker (الإنجليزية)
- دوغ غيلبرت على موقع قاعدة بيانات المصارعة على الإنترنت (الإنجليزية)

- دوغ غيلبرت على موقع IMDb (الإنجليزية)
- دوغ غيلبرت على موقع قاعدة بيانات الفيلم (الإنجليزية)